# Малокармалинское сельское поселение
Малокармалинское се́льское поселе́ние — муниципальное образование в Ибресинском районе Чувашии Российской Федерации.
Административный центр — село Малые Кармалы.

## История
Статус и границы сельского поселения установлены Законом Чувашской Республики от 24 ноября 2004 года № 37 «Об установлении границ муниципальных образований Чувашской Республики и наделении их статусом городского, сельского поселения, муниципального района и городского округа».

## Население
| 2010  | 2012  | 2013  | 2014  | 2015  | 2016  | 2017  |
| ----- | ----- | ----- | ----- | ----- | ----- | ----- |
| 1796  | ↘1741 | ↘1725 | ↘1701 | ↘1653 | ↘1610 | ↘1522 |
| 2018  | 2019  | 2020  | 2021  |       |       |       |
| ↘1503 | ↘1454 | ↘1448 | ↘1421 |       |       |       |

## Состав сельского поселения
| № | Населённый пункт | Тип населённого пункта       | Население |
| - | ---------------- | ---------------------------- | --------- |
| 1 | Кубня            | деревня                      | ↗572      |
| 2 | Липовка          | посёлок                      | ↘408      |
| 3 | Малиновка        | посёлок                      | ↗171      |
| 4 | Малые Кармалы    | село, административный центр | ↗527      |
| 5 | Смычка           | посёлок                      | ↘158      |